# Castell de Lenzburg
El Castell de Lenzburg és una fortificació de l'edat mitjana que es troba al capdamunt d'un turó i al llindar del qual s'hi troba el nucli antic de la ciutat de Lenzburg.
El 1173, l'emperador Barbarossa hi va estar-se per a negociar la successió del comte Ulric IV de Lenzburg, que va morir sense descendència.
És obert al públic de la darreria de març a la primeria de novembre.